# Nototrechus
Nototrechus is een geslacht van kevers uit de familie van de loopkevers (Carabidae). De wetenschappelijke naam van het geslacht is voor het eerst geldig gepubliceerd in 1972 door Moore.

## Soorten
Het geslacht Nototrechus is monotypisch en omvat slechts de volgende soort:
- Nototrechus unicolor Moore, 1972